# TV Chile
TV Chile es un canal de televisión por suscripción chileno que emite a nivel mundial. Inició sus transmisiones en marzo de 1989 como el servicio internacional de Televisión Nacional de Chile, la cadena de televisión pública de ese país. Por ello, emite la mayor parte de sus contenidos originales y de otros canales de televisión chilenos e incluye algunos programas propios. La programación de TV Chile es generalista e incluye informativos, ficciones, programas de varios géneros y musicales.
El canal está presente en varios continentes contando con más de 11 millones de abonados. Alcanza una audiencia potencial de 35 millones de personas y su señal se suministra por medio de seis satélites disponibles por medio de varios operadores de televisión por suscripción. De esta forma, uno de sus mayores distribuidores es Disney Media Networks Latin America (anteriormente Fox Latin American Channels) en América Latina desde 2011. TV Chile emite por completo desde el Edificio Corporativo de Televisión Nacional de Chile que se emplaza en Providencia, Región Metropolitana de Santiago.

## Historia
La señal nacional de Televisión Nacional de Chile comenzó a difundirse vía satélite desde 1989 en un principio para Sudamérica. En 1992 se reemplaza la señal nacional por uno propio bajo el nombre de Televisión Nacional de Chile Imagen Internacional con programación directa de TVN y archivo del propio canal. En 1995 se crea Señal Internacional S.A. (SISA), una empresa filial de TVN encargada de administrar y distribuir la programación de la señal internacional, la cual empieza a denominarse TV Chile Internacional. En 2004, SISA fue absorbida dentro de TVN y se convierte en la rama de la Gerencia de Señal Internacional. Actualmente, este departamento corporativo es dependiente directamente de la Dirección de Estrategia y Nuevos Negocios de TVN.

### Suspensión en Venezuela (enero 2010 y enero de 2019)
El 24 de enero de 2010, el Gobierno de Venezuela obliga a seis canales de televisión por suscripción a cesar sus emisiones en ese país, incluida TV Chile, por incumplimiento de la Ley de Responsabilidad Social en Radio y Televisión (conocida como «Ley RESORTE»).
La medida fue ampliamente criticada en Chile, sobre todo por la centroderechista Coalición por el Cambio, debido a que la ley rige sólo para los «productores nacionales audiovisuales», siendo que TV Chile es un canal internacional. El Gobierno de Chile descartó conflicto diplomático alguno entre ambos países debido al retiro del canal.[cita requerida]
El 27 de enero de 2010, TV Chile retomó sus emisiones en Venezuela al aclararse su condición como canal internacional. Lo mismo ocurrió con otros dos canales afectados, American Network y Ritmoson Latino.
El regreso de la señal internacional fue efímero. Ya que, a fines de enero de 2019, y en plena crisis social en Venezuela, el gobierno de Nicolás Maduro, concretamente de Conatel, tomó la decisión definitiva de retirar el canal internacional de TV Chile de las cableoperadoras, incluyendo su canal hermano de noticias 24 horas (que estaba disponible solamente a través de DirecTV). Además, se sumó una amplia cantidad de medios de comunicación que fueron censurados en ese momento, principalmente aquellos que se oponían al gobierno chavista (calificados como dictadura o régimen), o que por un breve período, habían cubierto el concierto denominado Venezuela Live Aid.

## Programación
La programación actual de TV Chile es de carácter misceláneo, basada en programas de magazine, noticias, telenovelas, música y programas dedicados al turismo.
La mayor parte de la programación del canal son producciones presentes en la señal nacional de TVN, ya sean programas de producción propia o con derechos de difusión para el extranjero.
Desde marzo de 2009, a los contenidos emitidos por señal abierta de TVN, se sumaron algunos programas del Canal 24 Horas como Mano a mano, 24 Horas en el mundo, Platea 24, entre otros.